# Hlavice (architektura)

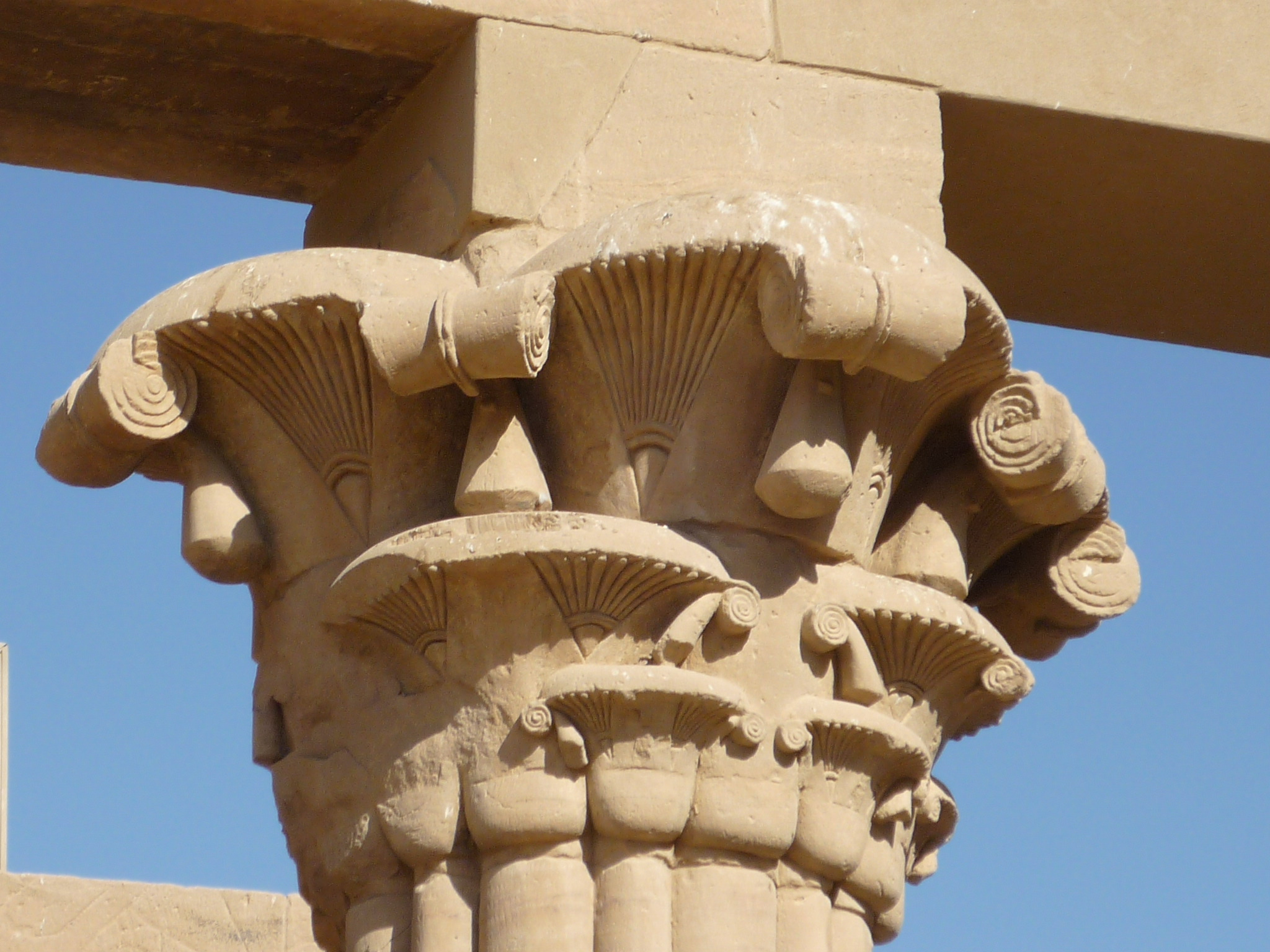
Egyptská hlavice (Philae)

Hlavice (také kapitel) je architektonické zakončení horní části sloupu, pilíře nebo pilastru. V řezu je hlavice zpravidla širší než je průřez dříku sloupu. Původně sloužila k navázání kladí, případně klenby a žeber na sloup, později se stala převážně dekorativním prvkem.

## Historie
Její podoba se vyvíjela po staletí a nejstarší hlavice, egyptské i řecké, prozrazují původ z architektury dřevěných staveb. V kamenné architektuře spočíval na hlavici spoj dvou sousedních kvádrů kladí. Výzdoba hlavic charakterizuje různá období a slohy. Z egyptského stavitelství jsou známé formy, kde základním zdobným prvkem byl list či květ, a to parysu, lotosu či palmeta, a figurální hlavice v podobě hlavy bohyně Hathor. Z Přední Asie jsou známé hlavice zoomorfní - převážně lví a býčí hlavy.
V klasické řádové architektuře byla hlavice charakteristická pro určitý řád. Dórská hlavice je tvořená hladkým talířovitým echinem, na který dosedá výrazná deska (abakus). Iónská hlavice má dvojici volut stočených po straně sloupu, které jsou jedním z vůbec nejcharkterističtějších prvků řecké architektury. Hlavice bývá doplněna vejcovcem, palmetovým či jiným pásovým vzorem. Hlavici korintského řádu utváří akantové rozviliny (stylizované dekorativní listoví) a představuje hlavní rozlišovací prvek oproti iónskému stylu. Kombinací obou posledně jmenovaných vznikla v době římské bohatě ornamentální hlavice kompozitní, zatímco hlavice toskánská je obdobou prosté hlavice dórské.
Z doby románské známe hlavice kalichové, jehlancové, krychlové, košové, poštářové, ale také figurální. V gotice se tvar hlavic přizpůsobuje gotickému tvarosloví - např. hlavice kružbová, opět se objevují hlavice vegetabilní (listové), zoomorfní (fantazijní zvířata) a antropomorfní (maskaron). V pozdní gotice ztrácejí hlavice význam a z architektury ustupují. Nemizejí však definitivně, objevují se v čisté nebo modifikované formě i v následujících slozích, většinou jako repliky antických řádů, ovšem bohatě zdobené, někdy zlacené a podobně.
V renesanci a v baroku často na polosloupech a pilastrech, v klasicismu jako návrat ke starověkým vzorům.

## Galerie

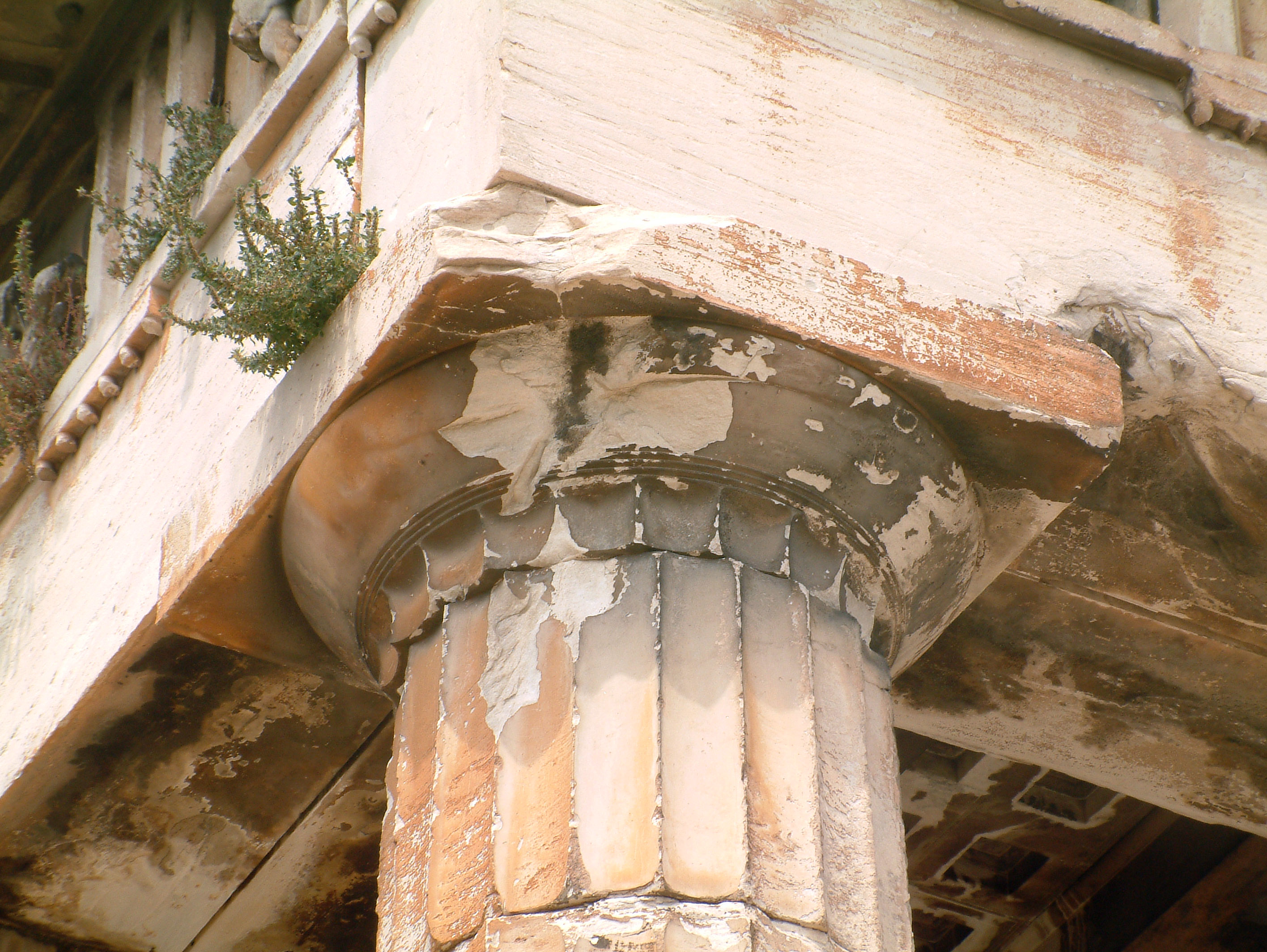
Dórská hlavice (Héfaistův chrám, Athény)
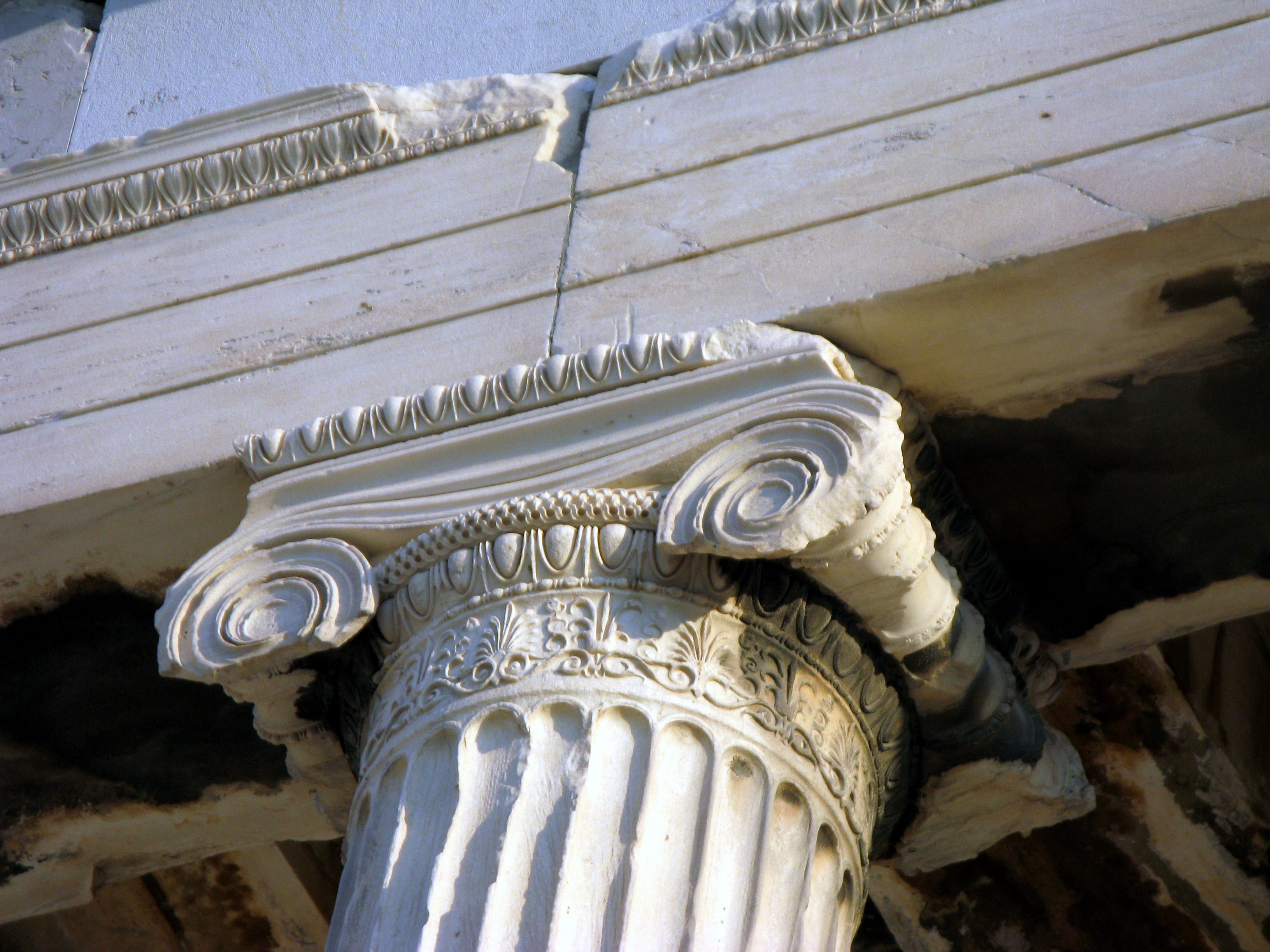
Iónská hlavice (Erechtheion, Athény)
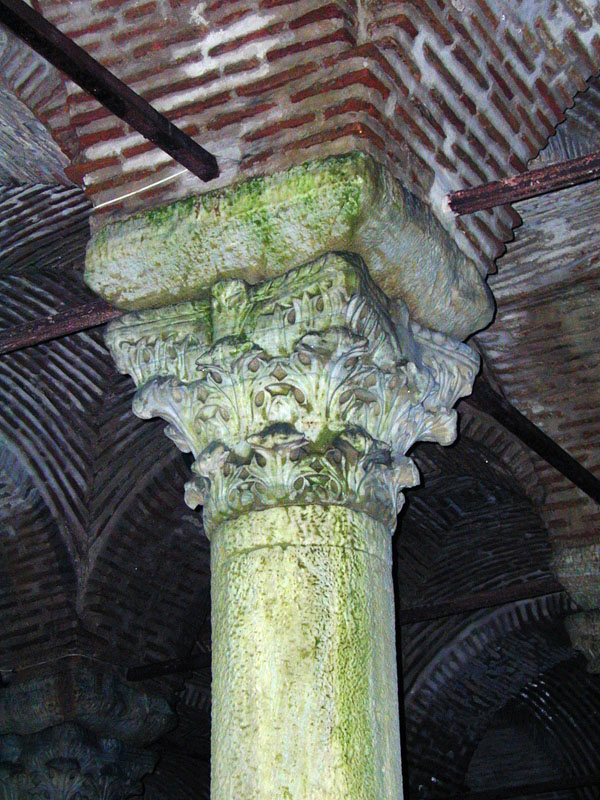
Korintská hlavice (Cisterna, Konstantinopol)
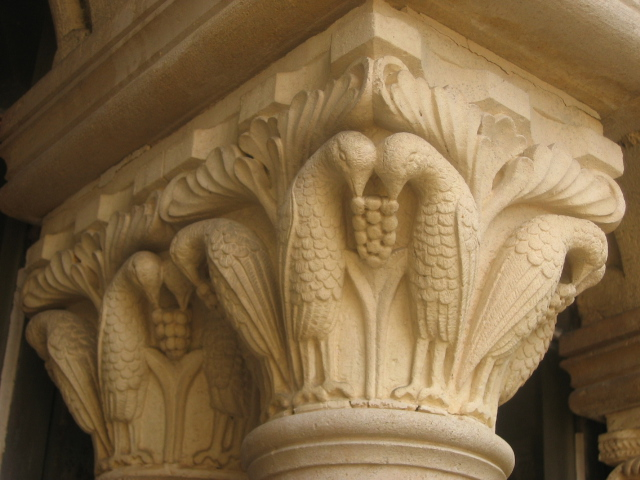
Románská hlavice (Vézelay, Francie)
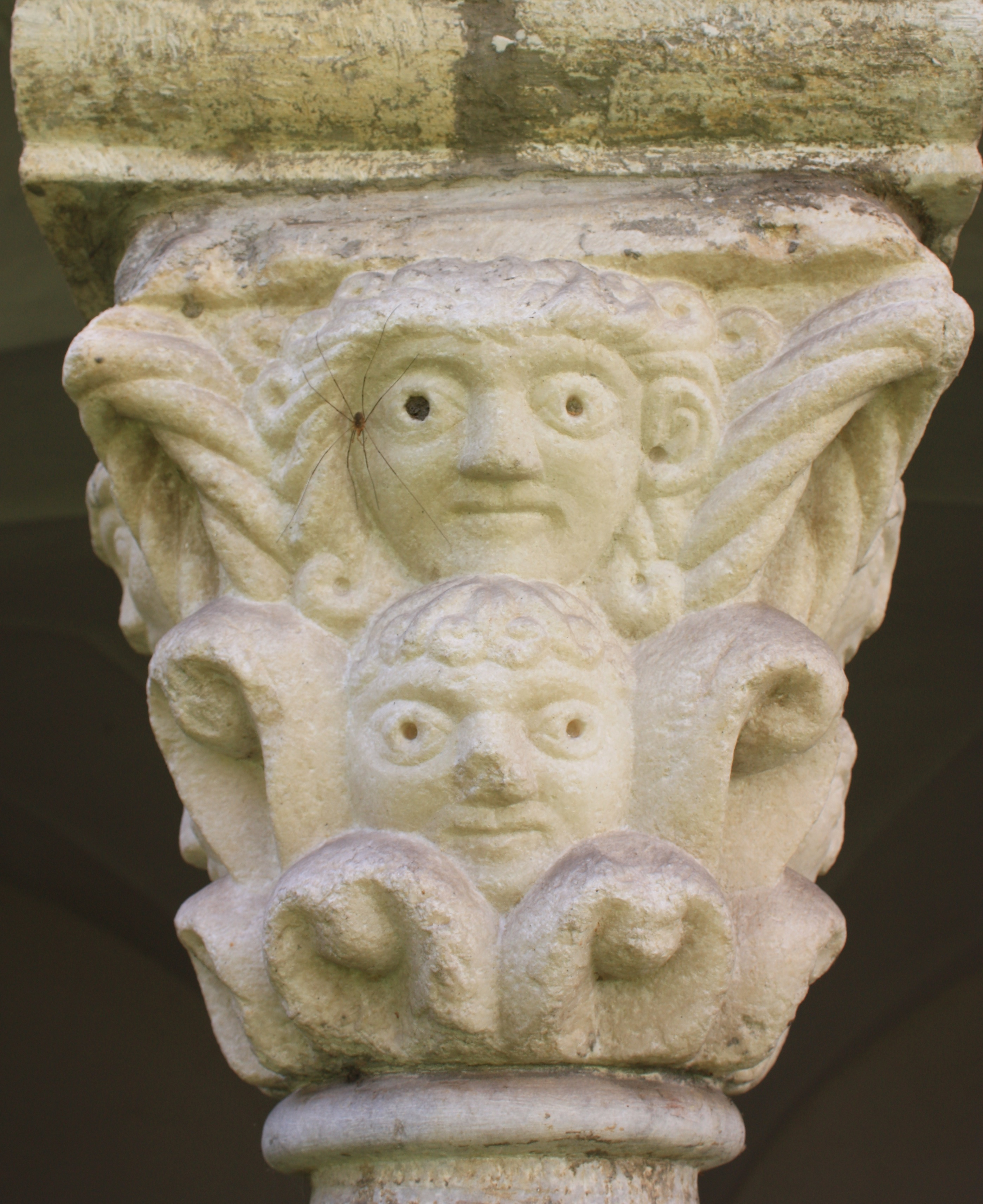
Románská figurální hlavice (Milstatt, Rakousko)
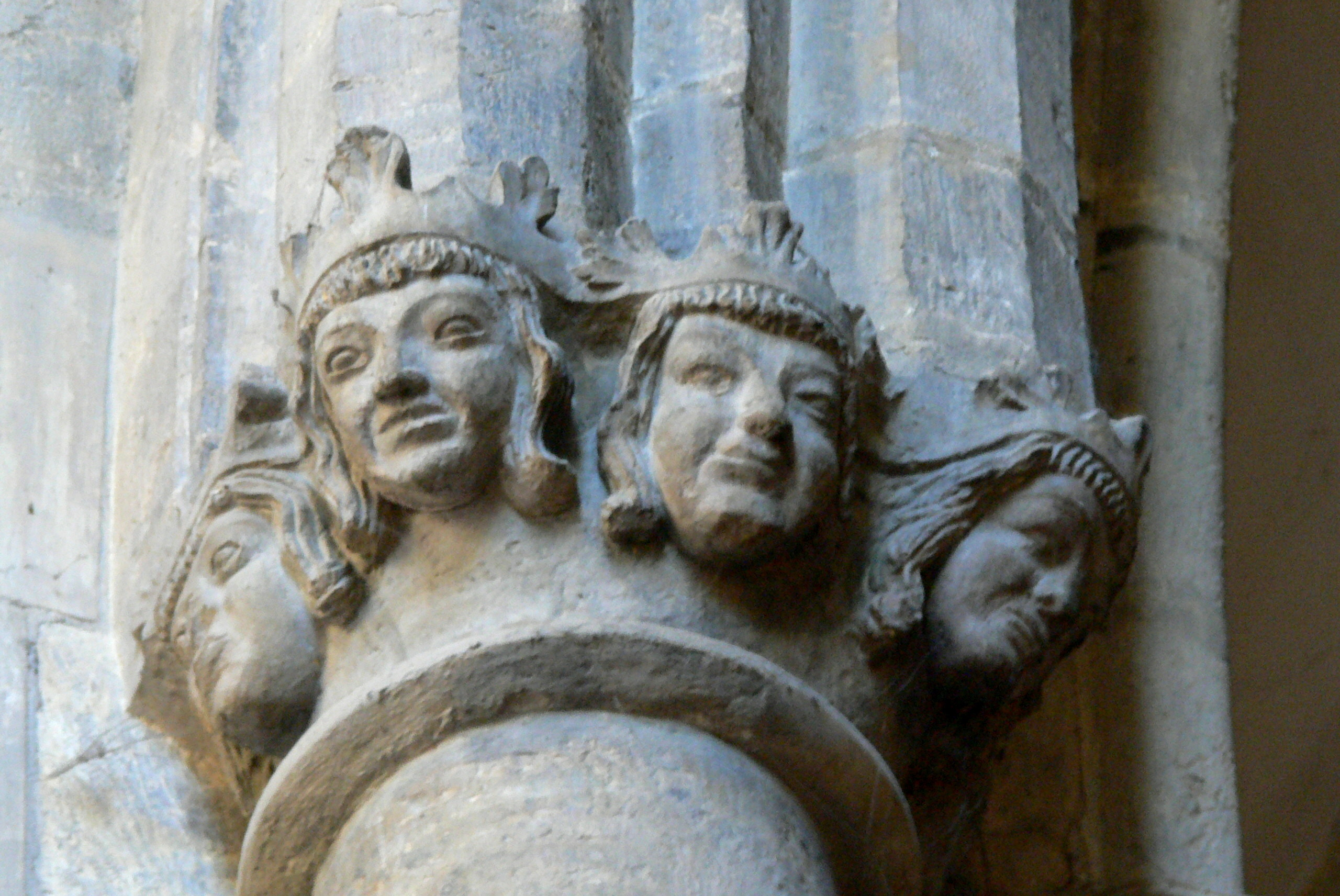
Gotická hlavice (Klášter sv. Anežky, Praha)
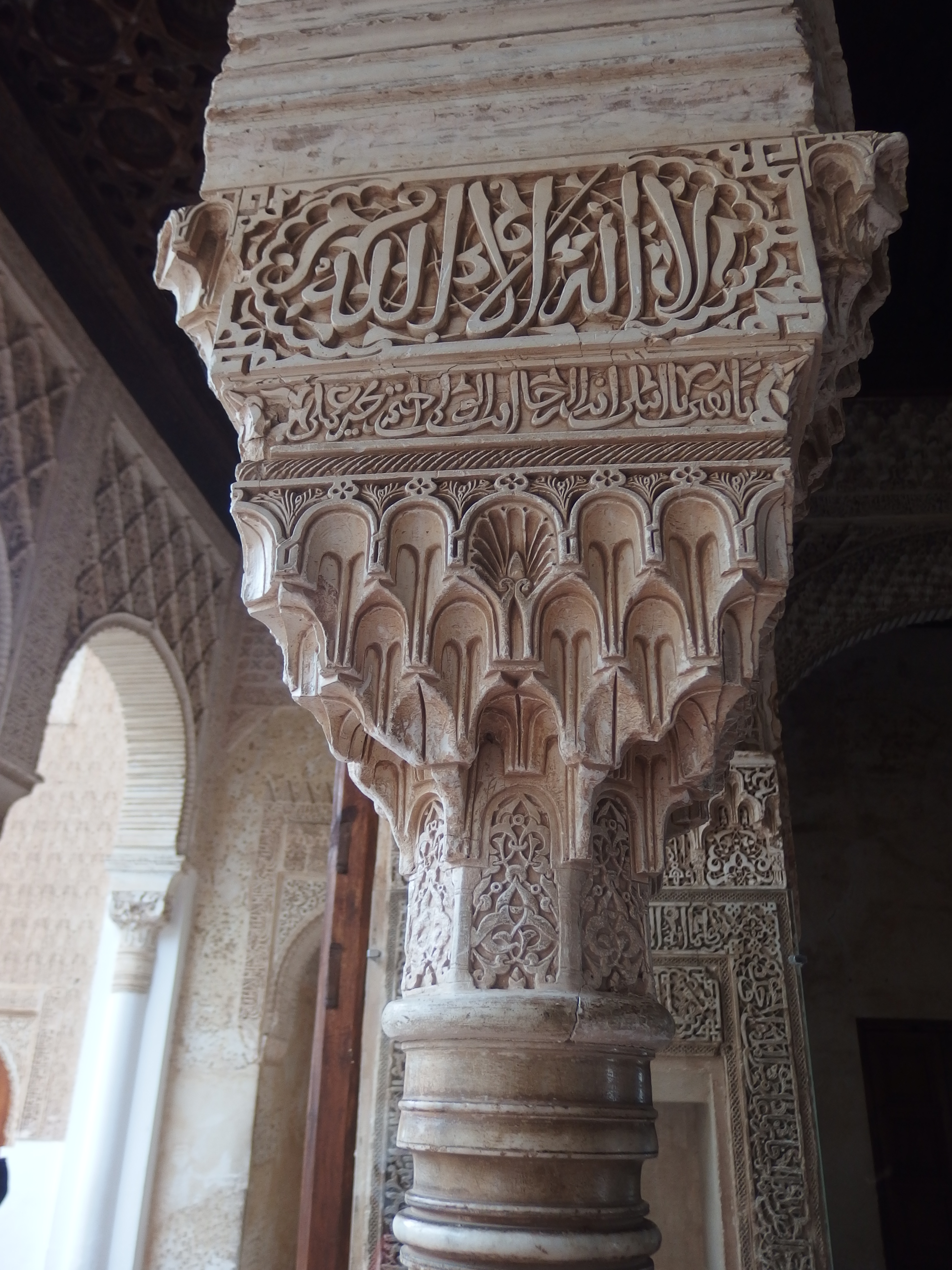
Hlavice v maurském stylu (Palác Generalife, Granada, Španělsko
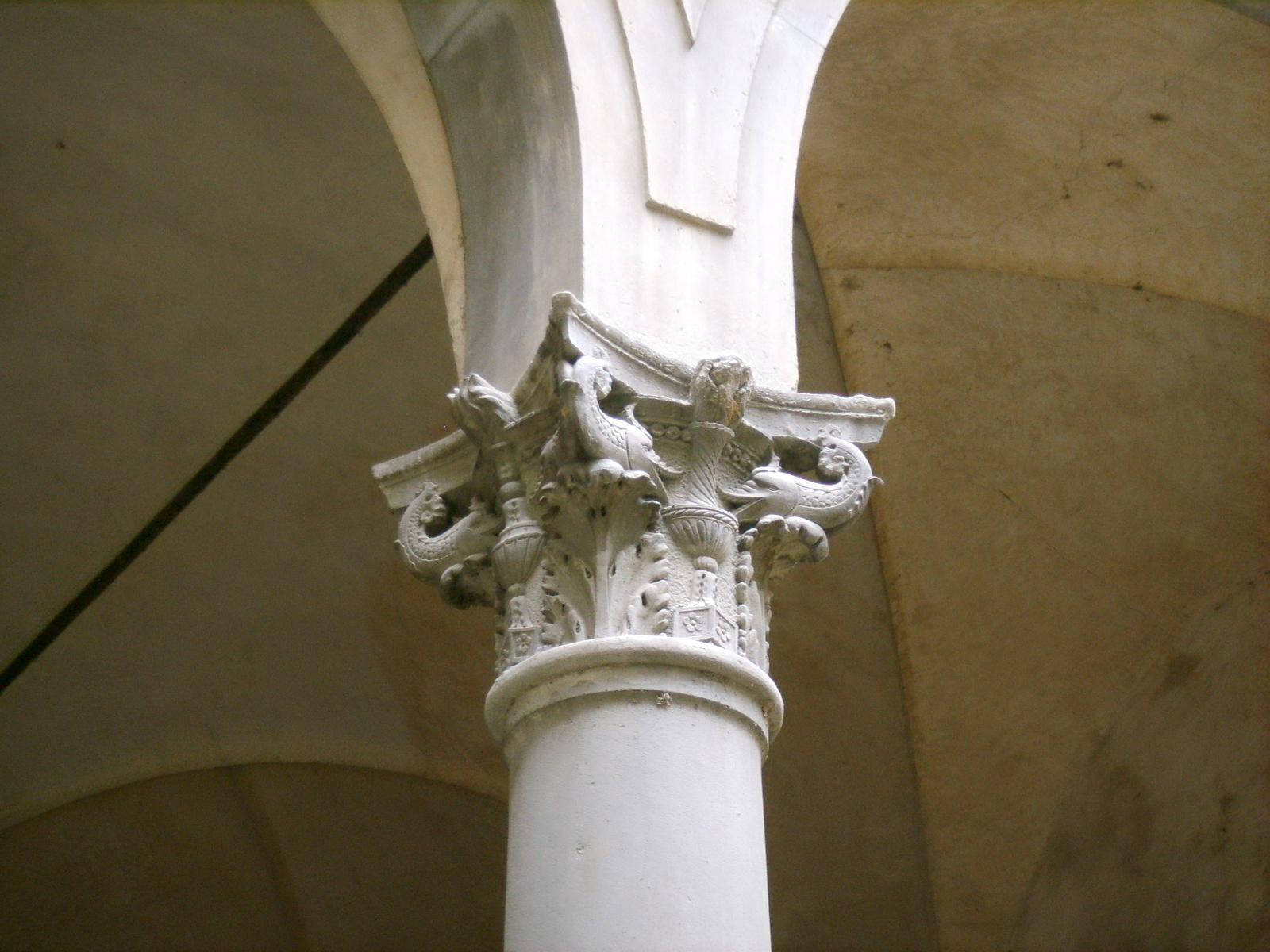
Renesanční hlavice (Palazzo Pazzi, Florencie)
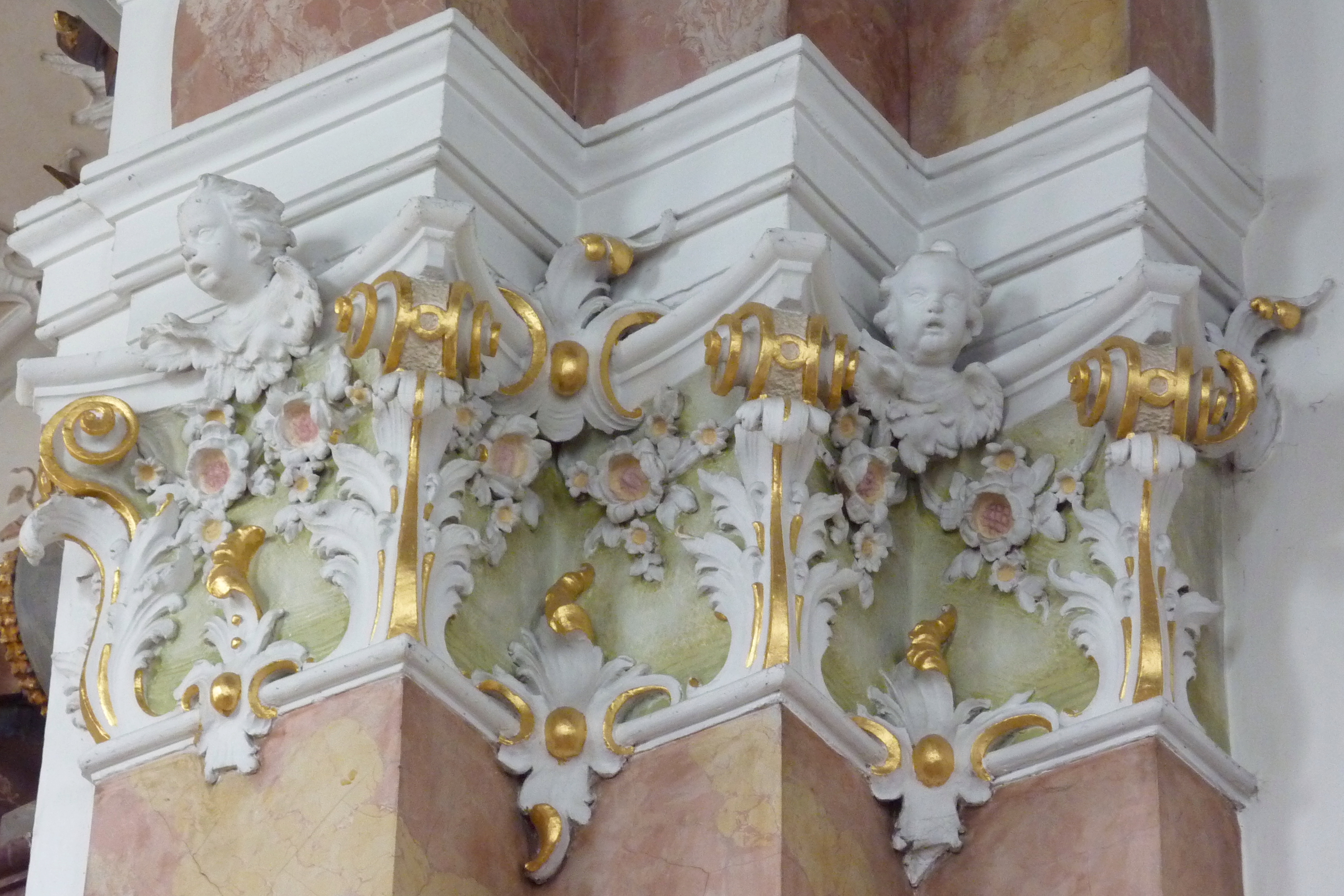
Rokoková hlavice (Donaualtheim, Německo)